# 威廉·利文斯顿
威廉·利文斯顿（英語：William Livingston，1723年11月30日—1790年7月25日），是一位美国政治家及军事家，在美国独立战争期间出任新泽西州州长，也是《美国宪法》签署人之一。

## 早期生涯
利文斯顿是菲利普·利文斯顿的儿子，生于奥尔巴尼。利文斯顿在当地学校及家庭教师那里接受了早期教育。十四岁那年，他被送到莫霍克山谷易洛魁族（北美印第安人）那里，和一名英国国教的传教士一起生活了一年。从那里返回后，在1738年，利文斯顿被耶鲁大学录取，1741年毕业。然后他来到了纽约，在那里他攻读法律，并成为了詹姆斯·亚历山大和威廉·史密斯的法官助理。1747年，利文斯顿和苏珊娜·弗兰驰（Susannah French）在新泽西成婚，先后共养育13个孩子。

## 法律与政治生涯

### 纽约
利文斯顿于1748年取得律师资格，并在纽约市开始了他的实习生活。1752年，他和威廉·史密斯、约翰·莫林斯科特一同创立了周刊《独立调查报》（Independent Reflector）。这份周刊是纽约第一份系列的非报纸性质的出版物，也是当时英属北美地区唯一的刊物。它被当作挑战德兰西-英国国教徒权威的平台。后来由于印刷工詹姆斯·帕克（James Parker）被施加了政治压力，这份周刊出版到第52期遭遇了停刊。利文斯顿还曾在纽约州议会任职一期，但卸任后继续进行政治活动，直至1769年他的政治同侪失去权力。

### 新泽西州
利文斯顿于1770年搬到了新泽西州的伊丽莎白镇。在那里他盖起了一所巨大的乡村住宅，以便能让他日渐庞大的家庭都住得开。这所房子，也就是后来人们熟知的自由礼堂，至今仍然保存完整。在当地爱国人士中取得可观的影响力后，利文斯顿被选举成为参加大陆会议的新泽西州代表之一。他从1774年7月开始任职，直至1776年6月。在1775年10月，他被任命为新泽西自卫队的一星准将。
1776年8月，利文斯顿被选为新泽西州州长，以后的每年都持续连任，直到1790年他去世。在1776到1779年间大部分时间里，他的家庭由于安全起见都住在了帕西伯尼。英国军队还有海军频繁光顾自由礼堂，因为那里藏有大量丰厚的属于利文斯顿的战利品。1779年，他的家庭于重新返回伊丽莎白，开始重建他们被洗劫一空的家。
1787年，利文斯顿带领新泽西州代表团参加了在宾夕法尼亚州费城举行的制宪会议，并成为美利坚合众国宪法的签署人之一。利文斯顿在新泽西州伊丽莎白去世，起初埋葬于位于纽约的三一教堂，后来在1844年5月7日改葬在位于布鲁克林的绿荫公墓。

## 家人
利文斯顿家族是美国望族。
利文斯顿的女儿，苏珊娜，于1780年嫁给了约翰·克里夫·西姆斯，之后成为了威廉·亨利·哈里森总统的继岳母。利文斯顿的另一个后代，茱莉亚西恩，是美国国务卿兼纽约州州长汉密尔顿·费时（Hamilton Fish）的妻子。他还有儿子亨利·利文斯顿，担任美国联邦最高法院大法官。

## 遗产
1754年，利文斯顿在建造纽约社会图书馆中扮演了重要角色，而这座图书馆在历经了250年风雨后仍然屹立不倒，保存完整。
为纪念他，新泽西州的利文斯顿镇以他命名，此外还有新泽西州伯克利·海茨镇的利文斯顿高中。
新不伦瑞克省的罗格斯大学利文斯顿校区，同样是为了纪念他而命名。